# ستانلي جي. باور
ستانلي جي. باور هو سياسي أمريكي، ولد في 3 مايو 1913، وتوفي في أكتوبر 1972. نشط حزبياً في الحزب الجمهوري. وقد انتخب عضو مجلس ولاية نيويورك ‏.